# Задонка
Задо́нка (рос. Задонка) — присілок у складі Сладковського району Тюменської області, Росія.
Населення — 35 осіб (2010, 106 у 2002).
Національний склад станом на 2002 рік:
- росіяни — 97 %